# Oleg Antonov
Oleg Konstantinovich Antonov (em russo:  Олег Константинович Антонов), (Troitsky, Império Russo, 7 de fevereiro de 1906 — Kiev, RSS da Ucrânia, 4 de abril de 1984) foi um construtor de aviões soviético. Entre eles se destaca o An-2 e o Antonov A-7. Fundou a Companhia Antonov, criadora do An-225.

## Carreira
Após terminar a escola, Antonov começou a estudar no Instituto Politécnico de Leningrado, graduando-se em 1930. Ele então trabalhou de 1931 a 1938 como designer-chefe na fábrica de planadores Tushino. Lá ele desenvolveu, entre outras coisas, o RF-7, que foi construído em pequenas séries em 1937. Em 6 de julho de 1939, Olga Klepikowa estabeleceu um recorde absoluto de distância para planadores com esta aeronave, percorrendo uma distância de 749 203 quilômetros. Também merecem destaque os tipos "Standard" e "UPAR", que também foram construídos em série e foram usados para treinamento de pilotos iniciantes, bem como o primeiro planador soviético todo em metal A-13. No total, cerca de 5 000 planadores de Antonov foram construídos na década de 1930. Quando a fábrica foi fechada em 1938, Antonov mudou-se para o escritório de design de Alexander Yakovlev por dois anos, onde desenvolveu uma cópia do avião de ligação alemão Fieseler Storch, o OKA-38, em Kaunas, mas a produção em série foi impedida pelo alemão invasão da União Soviética. Ele então voltou a planar por um curto período como chefe de um grupo de projetos e desenvolveu, entre outras coisas, os planadores de carga A-7 e A-11 e o A-40 "Flying Tank". A partir de 1943 voltou a OKB Yakovlev, onde trabalhou como 1º vice na Planta 153 em Novosibirsk em projetos de caças, incluindo o Yak-3. Após o fim da guerra, as aeronaves multifunção Yak-10 e Yak-12 surgiram sob a direção de Antonov. Em 1945 tornou-se membro do WKP (B).
Em 31 de maio de 1946, o OKB Antonow foi fundado em Novosibirsk, que mais tarde se mudou para Kiev. O primeiro modelo desenvolvido surgiu em 1947 e foi o avião multifunção An-2, dos quais cerca de 18 000 foram construídos. O chamado "Trator do Ar", um grande de dois andares, ainda é usado hoje. Seguiram-se aeronaves de carga e comerciais, como a aeronave de médio curso An-10 Ukraina (1957) movida a turbinas a hélice e a maior aeronave do mundo na época, o An-22 Antaeus (1969) e o An- 124 Ruslan (1982). O atual recordista An-225 Mrija (1988) já foi projetado depois de seu tempo. A partir de 1967 Antonov foi membro da Academia de Ciências da RSS da Ucrânia. Em dezembro de 1981 tornou-se membro da Academia de Ciências da URSS. Ele morreu em Kiev em 1984 e foi enterrado lá no Cemitério Baikove.

## Galeria

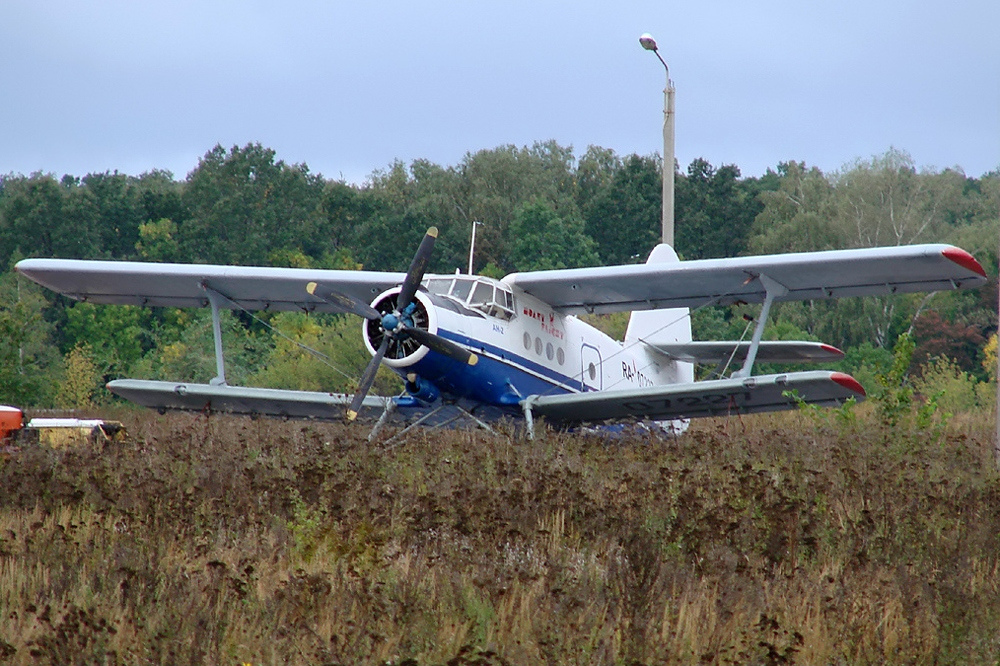
Аn-2
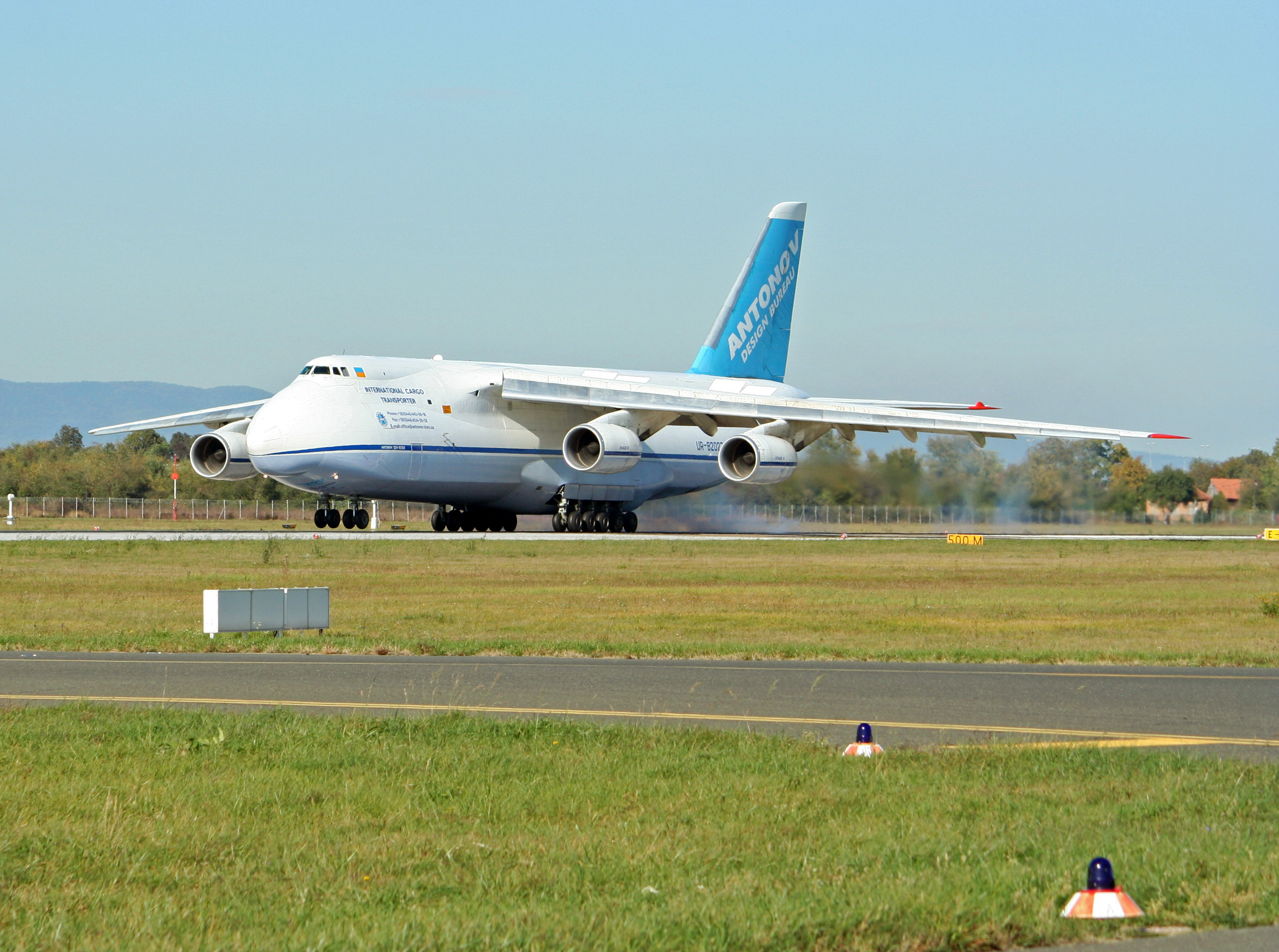
Аn-124
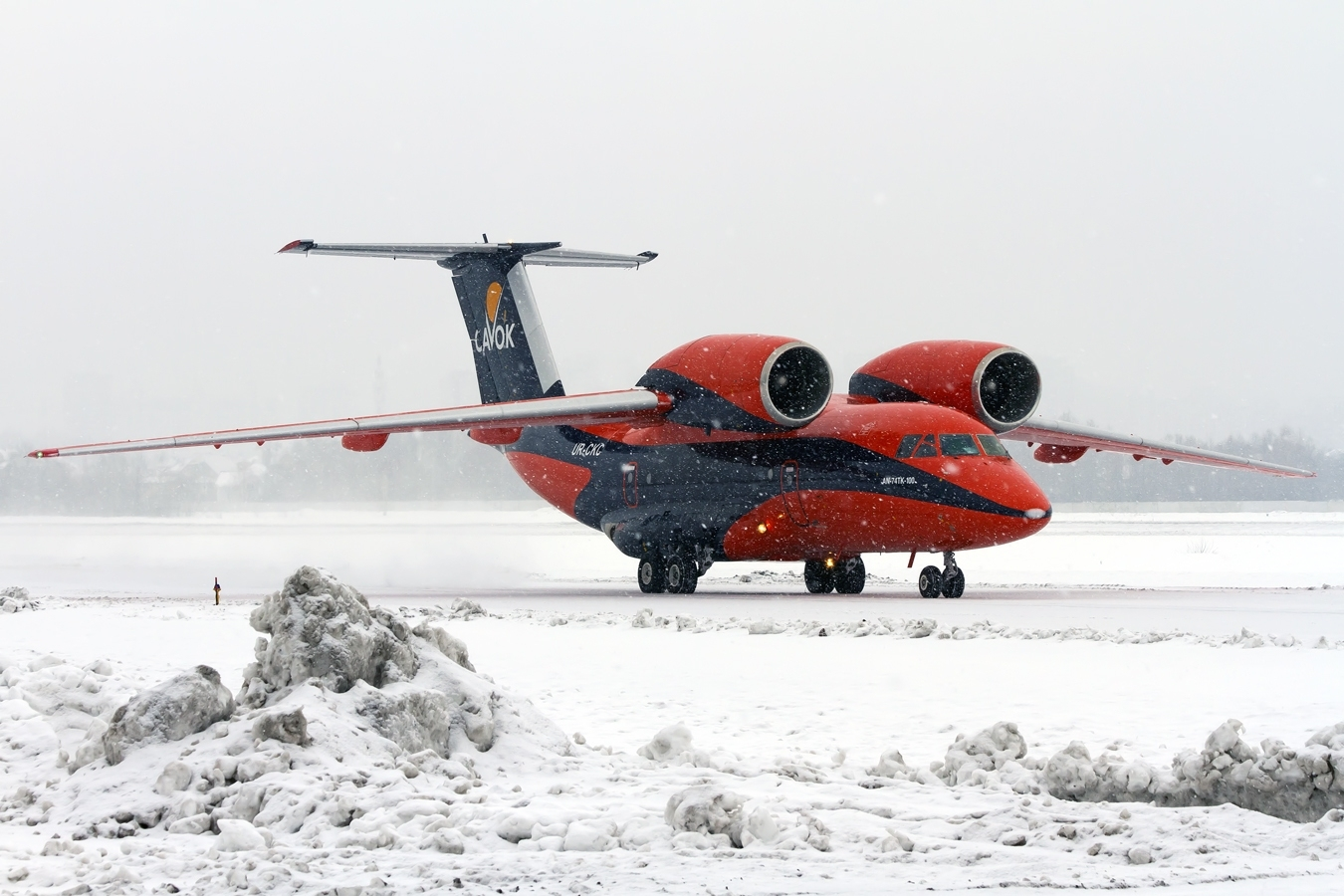
Аn-74
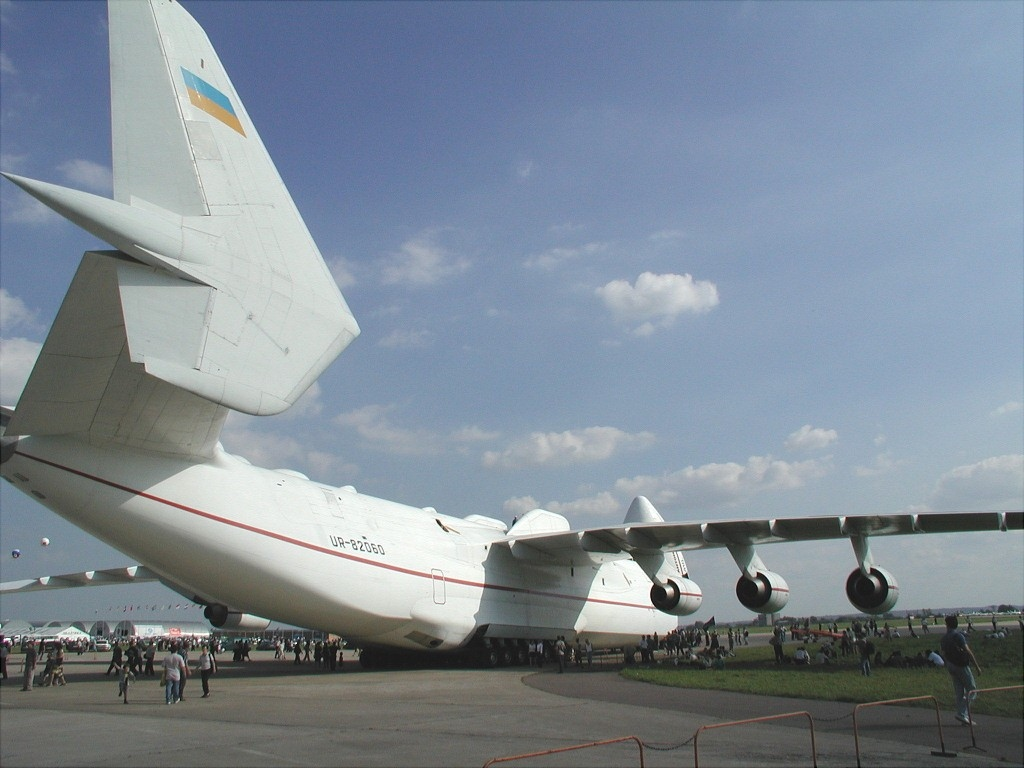
Аn-225
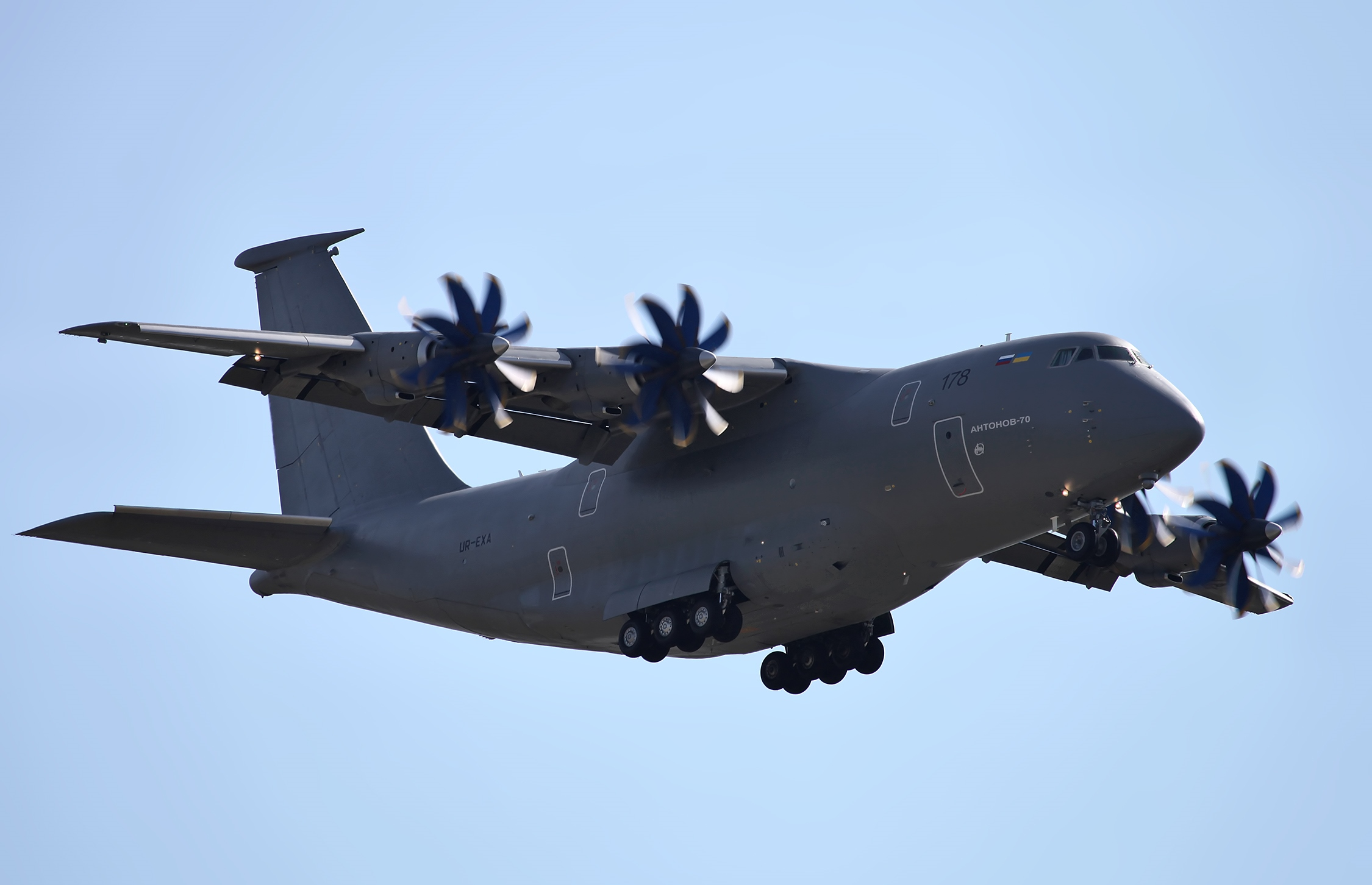
Аn-70
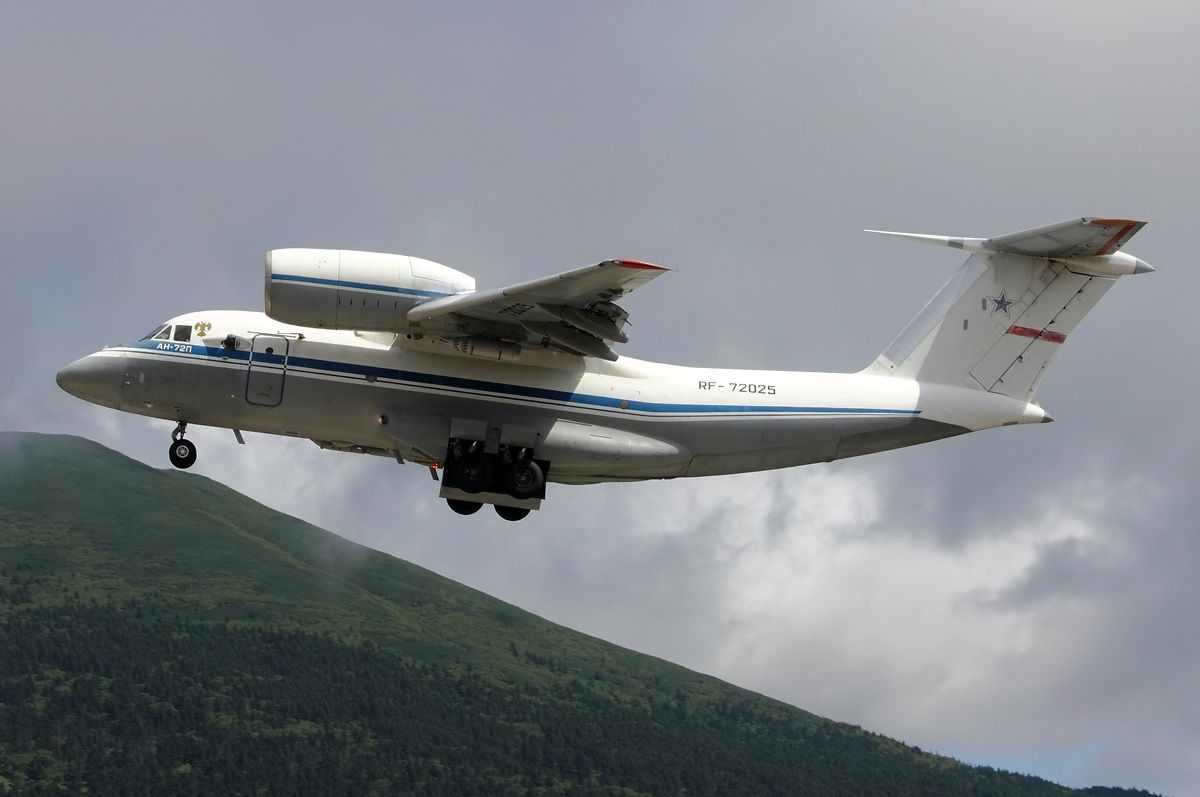
Аn-72 с
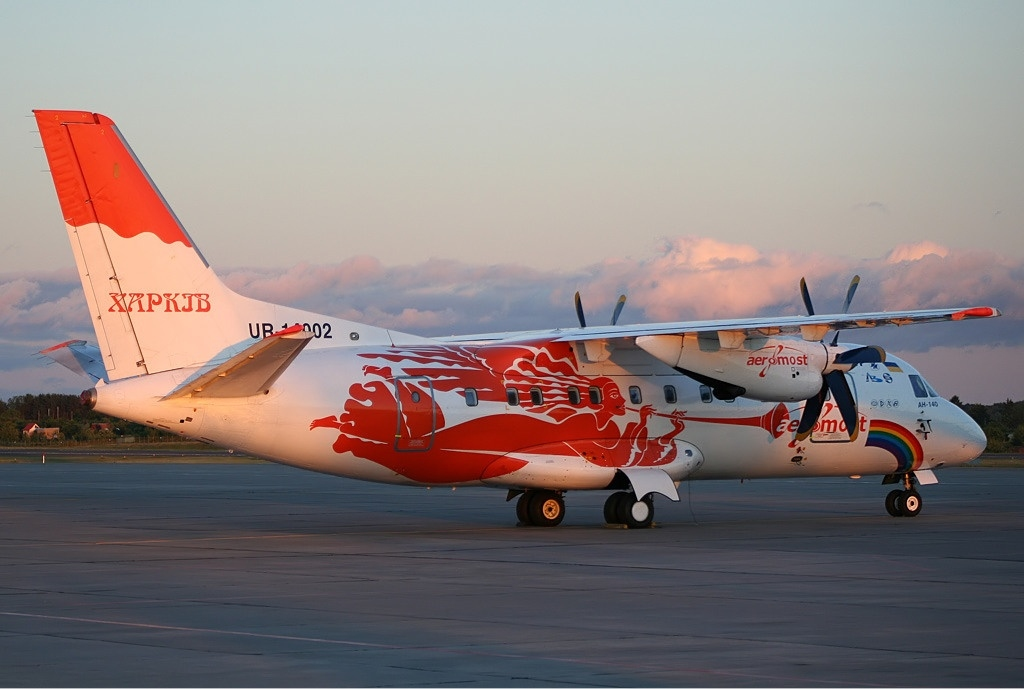
Аn-140
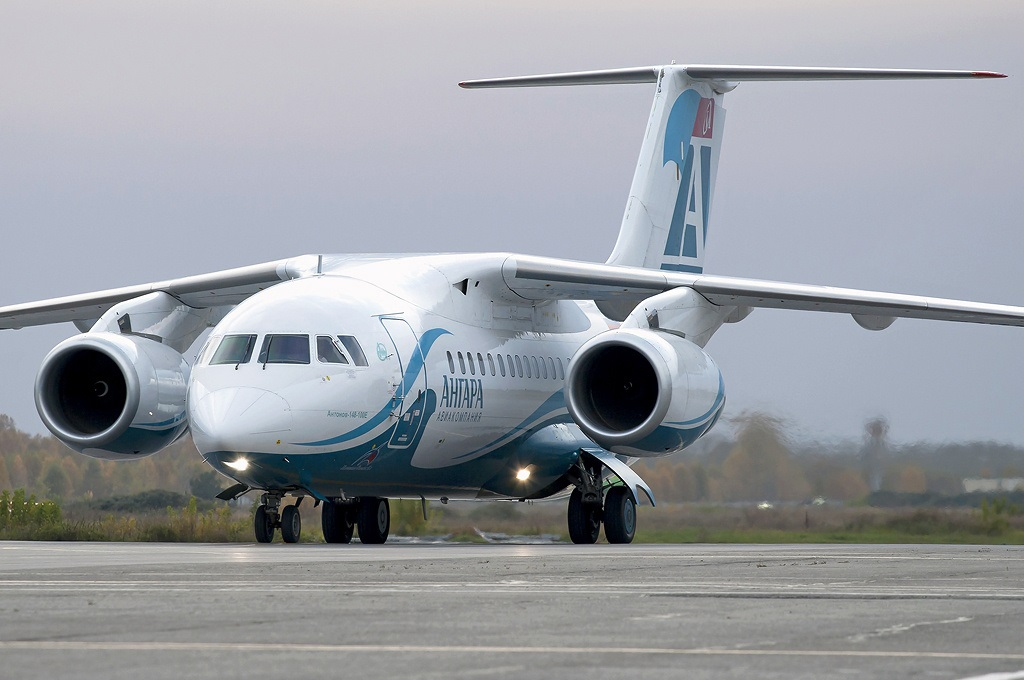
Аn-148